# Teimana Harrison

a Compétitions nationales et continentales officielles uniquement.

b Matchs officiels uniquement.
Dernière mise à jour le 29 mars 2023.
Teimana Harrison, né le 9 septembre 1992 dans le District d'Opotiki (Nouvelle-Zélande), est un joueur international anglais de rugby à XV évoluant au poste de troisième ligne aile ou troisième ligne centre. Il joue en équipe d'Angleterre depuis 2016.

## Carrière
Teimana Harrison fut repéré par Dylan Hartley au cours d'une visite de son ancienne école de Rotorua Boys' High School (en) lors de la coupe du monde 2011 en Nouvelle-Zélande. Il rejoint la même année l'académie des Northampton Saints.
À l'issue de la saison 2015-2016, il est nommé dans l'équipe type de Premiership.
Il débute ensuite avec l'équipe d'Angleterre le 25 juin 2016 lors du match contre l'Australie lors de la tournée d'été 2016.

## Statistiques en équipe nationale
- 5 sélections
- Sélections par années : 5 en 2016.

## Palmarès
- Membre de l'équipe type du Championnat d'Angleterre en 2016